# 石井榮三
石井 栄三（いしい えいぞう、1907年〈明治40年〉2月14日 - 1994年〈平成6年〉1月27日）は、日本の警察官僚。岡山市今村出身。従三位勲二等旭日重光章。旧姓・高原。

## 経歴
高原光五郎の三男として生まれ、石井琢郎の養子となる。岡山一中、一高を経て、1932年3月、東京帝国大学法学部法律学科を卒業。1931年10月、高等試験行政科試験に合格。1932年、内務省に採用される。神奈川県属を振出しに、神奈川県警部、内務属・警保局配属、地方警視・高知県警務課長、福井県特高課長、福岡県特高課長、神奈川県警務課長を歴任。1941年5月、内務事務官・警保局配属。1943年11月福井県経済部長。1944年8月富山県警察部長。1945年1月には朝鮮総督府警務課長へ出向。敗戦後、終戦処理に当たり、11月15日に郷里岡山に引揚げる。
1946年1月厚生省に出向するも、9月には警保局に戻り、企画課長、警務課長、そして内務省解体直前の人事課長に就任する。
1947年11月、旧警視庁警務部長、1948年6月東京警察管区本部長、1950年8月警察予備隊本部警務局長、さらに人事局長を兼任。1952年1月国家地方警察本部警務部長。1954年8月警察庁次長、1955年7月警察庁長官、1958年8月に辞任。
退官後は1959年9月帝都高速度交通営団監事、1966年全国自動車教習所協会連合会会長を兼任。1983年に退任し、名誉会長に。
1968年から世界政経調査会会長、1969年から交通遺児育英会理事長。さらに、日刊警察新聞社取締役会会長に就任したが、いずれも無報酬に近かった。

## 著作
著書『私の人生語録』（万暦書房、1985年）では、「警察の仕事を長く担当し、特に最高の地位までやったような人が、それから政界に出られるということは、非常に立場上苦しいというか、慎重に考慮を要するのではないかとさえ思っている。もし政界に進出したいというのであるならば、早く若い時に、その志を立てて、転身を図った方が賢明であり、得策ではないかと思う」と述べている。